# Mistrzostwa Świata w Piłce Siatkowej Kobiet 2010 (eliminacje strefy AVC)
Eliminacje strefy AVC do Mistrzostw Świata w Piłce Siatkowej Kobiet 2010 odbywających się we Japonii. Składają się one z trzech rund. Na mistrzostwa awansuje 4 reprezentacje narodowe.
Ze strefy AVC bezpośredni awans jako gospodarz uzyskała reprezentacja Japonii.

## Pierwsza runda kwalifikacyjna

### Grupa A –  Wellington
Tabela
| Poz. | Reprezentacja | Pkt | Mecze | Mecze | Mecze | Małe punkty | Małe punkty | Małe punkty | Sety | Sety | Sety  |
| Poz. | Reprezentacja | Pkt | M     | Z     | P     | zdob.       | str.        | ratio       | wyg. | prz. | ratio |
| ---- | ------------- | --- | ----- | ----- | ----- | ----------- | ----------- | ----------- | ---- | ---- | ----- |
| 1    | Nowa Zelandia | 6   | 3     | 3     | 0     | 245         | 182         | 1,346       | 9    | 1    | 9,000 |
| 2    | Fidżi         | 5   | 3     | 2     | 1     | 220         | 243         | 0,905       | 6    | 5    | 1,200 |
| 3    | Samoa         | 4   | 3     | 1     | 2     | 261         | 237         | 1,101       | 6    | 6    | 1,000 |
| 4    | Tonga         | 3   | 3     | 0     | 3     | 162         | 226         | 0,717       | 0    | 9    |       |

Legenda: Poz. – pozycja, Pkt – liczba punktów, M – liczba meczów, Z – mecze wygrane, P – mecze przegrane, zdob. – małe punkty zdobyte, str. – małe punkty stracone, wyg. – sety wygrane, prz. – sety przegrane
Wyniki
| 20 kwietnia 2009 |

|  | Fidżi | 3:2(13:25, 25:17, 14:25, 25:21, 15:10) | Samoa |  |
|  |       | 3:2(13:25, 25:17, 14:25, 25:21, 15:10) |       |  |

| 21 kwietnia 2009 |

|  | Nowa Zelandia | 3:1(25:21, 25:23, 20:25, 25:19) | Samoa |  |
|  |               | 3:1(25:21, 25:23, 20:25, 25:19) |       |  |

| 22 kwietnia 2009 |

|  | Tonga | 0:3(20:25, 14:25, 16:25) | Samoa |  |
|  |       | 0:3(20:25, 14:25, 16:25) |       |  |

|  | Nowa Zelandia | 3:0(25:15, 25:16, 25:21) | Fidżi |  |
|  |               | 3:0(25:15, 25:16, 25:21) |       |  |

| 23 kwietnia 2009 |

|  | Tonga | 0:3(23:25, 23:25, 24:26) | Fidżi |  |
|  |       | 0:3(23:25, 23:25, 24:26) |       |  |

24 kwietnia 2009
|  | Tonga | 0:3(15:25, 10:25, 17:25) | Nowa Zelandia |  |
|  |       | 0:3(15:25, 10:25, 17:25) |               |  |

## Druga runda kwalifikacyjna

### Grupa B – Ust-Kamenogorsk
Tabela
| Poz. | Reprezentacja | Pkt | Mecze | Mecze | Mecze | Małe punkty | Małe punkty | Małe punkty | Sety | Sety | Sety  |
| Poz. | Reprezentacja | Pkt | M     | Z     | P     | zdob.       | str.        | ratio       | wyg. | prz. | ratio |
| ---- | ------------- | --- | ----- | ----- | ----- | ----------- | ----------- | ----------- | ---- | ---- | ----- |
| 1    | Kazachstan    | 4   | 2     | 2     | 0     | 150         | 76          | 1,974       | 6    | 0    | MAX   |
| 2    | Uzbekistan    | 3   | 2     | 1     | 1     | 109         | 131         | 0,832       | 3    | 3    | 1,000 |
| 3    | Nowa Zelandia | 2   | 2     | 0     | 2     | 98          | 150         | 0,653       | 0    | 6    | 0,000 |

Legenda: Poz. – pozycja, Pkt – liczba punktów, M – liczba meczów, Z – mecze wygrane, P – mecze przegrane, zdob. – małe punkty zdobyte, str. – małe punkty stracone, wyg. – sety wygrane, prz. – sety przegrane
Wyniki
| 16 czerwca 2009 |

|  | Nowa Zelandia | 0:3(20:25, 17:25, 19:25) | Uzbekistan |  |
|  |               | 0:3(20:25, 17:25, 19:25) |            |  |

| 17 czerwca 2009 |

|  | Kazachstan | 3:0(25:9, 25:15, 25:18) | Nowa Zelandia |  |
|  |            | 3:0(25:9, 25:15, 25:18) |               |  |

| 18 czerwca 2009 |

|  | Uzbekistan | 0:3(10:25, 15:25, 9:25) | Kazachstan |  |
|  |            | 0:3(10:25, 15:25, 9:25) |            |  |

### Grupa C – Nakhonpathom
Tabela
| Poz. | Reprezentacja   | Pkt | Mecze | Mecze | Mecze | Małe punkty | Małe punkty | Małe punkty | Sety | Sety | Sety  |
| Poz. | Reprezentacja   | Pkt | M     | Z     | P     | zdob.       | str.        | ratio       | wyg. | prz. | ratio |
| ---- | --------------- | --- | ----- | ----- | ----- | ----------- | ----------- | ----------- | ---- | ---- | ----- |
| 1    | Tajlandia       | 6   | 3     | 3     | 0     | 263         | 128         | 2,055       | 9    | 2    | 4,500 |
| 2    | Chińskie Tajpej | 5   | 3     | 2     | 1     | 239         | 186         | 1,285       | 8    | 3    | 2,667 |
| 3    | Fidżi           | 4   | 3     | 1     | 2     | 163         | 170         | 0,959       | 3    | 6    | 0,500 |
| 4    | Bangladesz      | 3   | 3     | 0     | 3     | 44          | 225         | 0,196       | 0    | 9    | 0,000 |

Legenda: Poz. – pozycja, Pkt – liczba punktów, M – liczba meczów, Z – mecze wygrane, P – mecze przegrane, zdob. – małe punkty zdobyte, str. – małe punkty stracone, wyg. – sety wygrane, prz. – sety przegrane
Wyniki
| 12 czerwca 2009 |

|  | Bangladesz | 0:3(6:25, 6:25, 7:25) | Chińskie Tajpej |  |
|  |            | 0:3(6:25, 6:25, 7:25) |                 |  |

|  | Tajlandia | 3:0(25:11, 25:11, 25:12) | Fidżi |  |
|  |           | 3:0(25:11, 25:11, 25:12) |       |  |

| 13 czerwca 2009 |

|  | Fidżi | 0:3(18:25, 21:25, 15:25) | Chińskie Tajpej |  |
|  |       | 0:3(18:25, 21:25, 15:25) |                 |  |

|  | Tajlandia | 3:0(25:1, 25:1, 25:3) | Bangladesz |  |
|  |           | 3:0(25:1, 25:1, 25:3) |            |  |

| 14 czerwca 2009 |

|  | Bangladesz | 0:3(4:25, 6:25, 10:25) | Fidżi |  |
|  |            | 0:3(4:25, 6:25, 10:25) |       |  |

|  | Chińskie Tajpej | 2:3(29:27, 15:25, 25:21, 11:25, 9:15) | Tajlandia |  |
|  |                 | 2:3(29:27, 15:25, 25:21, 11:25, 9:15) |           |  |

## Trzecia runda kwalifikacyjna

### Grupa D – Chengdu
Tabela
| Poz. | Reprezentacja | Pkt | Mecze | Mecze | Mecze | Małe punkty | Małe punkty | Małe punkty | Sety | Sety | Sety  |
| Poz. | Reprezentacja | Pkt | M     | Z     | P     | zdob.       | str.        | ratio       | wyg. | prz. | ratio |
| ---- | ------------- | --- | ----- | ----- | ----- | ----------- | ----------- | ----------- | ---- | ---- | ----- |
| 1    | Chiny         | 6   | 3     | 3     | 0     | 225         | 116         | 1,940       | 9    | 0    | MAX   |
| 2    | Tajlandia     | 5   | 3     | 2     | 1     | 204         | 162         | 1,259       | 6    | 3    | 2,000 |
| 3    | Uzbekistan    | 4   | 3     | 1     | 2     | 146         | 212         | 0,689       | 3    | 6    | 0,500 |
| 4    | Fidżi         | 3   | 3     | 0     | 3     | 140         | 225         | 0,622       | 0    | 9    | 0,000 |

Legenda: Poz. – pozycja, Pkt – liczba punktów, M – liczba meczów, Z – mecze wygrane, P – mecze przegrane, zdob. – małe punkty zdobyte, str. – małe punkty stracone, wyg. – sety wygrane, prz. – sety przegrane
Wyniki
| 3 lipca 2009 |

|  | Tajlandia | 3:0(25:17, 25:10, 25:17) | Uzbekistan |  |
|  |           | 3:0(25:17, 25:10, 25:17) |            |  |

|  | Chiny | 3:0(25:10, 25:12, 25:13) | Fidżi |  |
|  |       | 3:0(25:10, 25:12, 25:13) |       |  |

| 4 lipca 2009 |

|  | Chiny | 3:0(25:5, 25:9, 25:13) | Uzbekistan |  |
|  |       | 3:0(25:5, 25:9, 25:13) |            |  |

|  | Tajlandia | 3:0(25:13, 25:15, 25:15) | Fidżi |  |
|  |           | 3:0(25:13, 25:15, 25:15) |       |  |

| 5 lipca 2009 |

|  | Fidżi | 0:3(21:25, 18:25, 23:25) | Uzbekistan |  |
|  |       | 0:3(21:25, 18:25, 23:25) |            |  |

|  | Chiny | 3:0(25:17, 25:22, 25:15) | Tajlandia |  |
|  |       | 3:0(25:17, 25:22, 25:15) |           |  |

### Grupa E –  Jiayi
Tabela
| Poz. | Reprezentacja    | Pkt | Mecze | Mecze | Mecze | Małe punkty | Małe punkty | Małe punkty | Sety | Sety | Sety  |
| Poz. | Reprezentacja    | Pkt | M     | Z     | P     | zdob.       | str.        | ratio       | wyg. | prz. | ratio |
| ---- | ---------------- | --- | ----- | ----- | ----- | ----------- | ----------- | ----------- | ---- | ---- | ----- |
| 1    | Korea Południowa | 6   | 3     | 3     | 0     | 267         | 185         | 1,443       | 9    | 2    | 4,500 |
| 2    | Kazachstan       | 5   | 3     | 2     | 1     | 251         | 195         | 1,227       | 4    | 3    | 1,287 |
| 3    | Chińskie Tajpej  | 4   | 3     | 1     | 2     | 231         | 221         | 1,045       | 5    | 6    | 0,833 |
| 4    | Nowa Zelandia    | 3   | 3     | 0     | 3     | 77          | 225         | 0,342       | 0    | 9    | MIN   |

Legenda: Poz. – pozycja, Pkt – liczba punktów, M – liczba meczów, Z – mecze wygrane, P – mecze przegrane, zdob. – małe punkty zdobyte, str. – małe punkty stracone, wyg. – sety wygrane, prz. – sety przegrane
Wyniki
| 28 sierpnia 2009 |

|  | Nowa Zelandia | 0:3(8:25, 8:25, 8:25) | Korea Południowa |  |
|  |               | 0:3(8:25, 8:25, 8:25) |                  |  |

|  | Kazachstan | 3:1(25:18, 25:16, 20:25, 25:17) | Chińskie Tajpej |  |
|  |            | 3:1(25:18, 25:16, 20:25, 25:17) |                 |  |

| 29 sierpnia 2009 |

|  | Kazachstan | 1:3(24:26, 25:18, 18:25, 14:25) | Korea Południowa |  |
|  |            | 1:3(24:26, 25:18, 18:25, 14:25) |                  |  |

|  | Chińskie Tajpej | 3:0(25:7, 25:11, 25:10) | Nowa Zelandia |  |
|  |                 | 3:0(25:7, 25:11, 25:10) |               |  |

| 30 sierpnia 2009 |

|  | Kazachstan | 3:0(25:8, 25:8, 25:9) | Nowa Zelandia |  |
|  |            | 3:0(25:8, 25:8, 25:9) |               |  |

|  | Chińskie Tajpej | 1:3(15:25, 20:25, 25:23, 20:25) | Korea Południowa |  |
|  |                 | 1:3(15:25, 20:25, 25:23, 20:25) |                  |  |